# Budynek magistratu przy ul. Paderewskiego 10 w Poznaniu
Budynek magistratu przy ul. Paderewskiego 10 w Poznaniu – dawny budynek magistratu, także: budynek agend miejskich, wpisany 30 września 1993 do rejestru zabytków pod nr. A429, jako budynek administracyjno-usługowy dla agend Urzędu Miejskiego, zlokalizowany przy ul. Ignacego Paderewskiego 10, ówcześnie przy ul. Nowej (niem. Neue Straße), na Starym Mieście w Poznaniu.

## Historia
Miejsce usytuowania budynku pierwotnie zajmowały budynki klasztorne, które rozebrano, by w ich miejscu wybudować reprezentacyjny kompleks budynków przeznaczonych dla magistratu poznańskiego. Zespół budowlany wzniesiono w latach 1910–1912, według projektu miejskiego radcy budowlanego Fritza Teubnera i architekta Hermanna Klotha.

## Architektura
Budynek, pasujący do architektury kościoła franciszkanów, ozdobiły piaskowce i granity oraz zegar mozaikowy, umieszczony na wschodniej ścianie założenia. Architektonicznie budynek nawiązuje do form późnego baroku.
Zegar został wykonany przez firmę Johanna Fryderyka Weule z Bockenem w Górach Harzu, a otoczenie zegara to dzieło firmy Otto Böttgeara z Poznania. Cyferblat ma 2,7 m średnicy, umiejscowiony jest pomiędzy dwoma kolumnami z kapitelami i osłonięty blaszanym baldachimem. Do zegara prowadzi wykonana z piaskowca galeryjka dla zegarmistrza. Z piaskowca wykonano także główny portal od strony ul. Sierocej, zwieńczony herbem Poznania. Roboty kamieniarskie przeprowadziła firma Karla Päschkego z Wrocławia.
Część budynku, od strony południowo-wschodniej, przeznaczona została początkowo na potrzeby miejskiej kasy oszczędnościowej (niem. Stadtsparkasse).